# Paulette Bernège
Paulette Bernège (Tonneins, 2 novembre 1896 - Miramont-de-Guyenne 25 novembre 1973) est une journaliste française, spécialiste des arts ménagers et Économie domestique.
Elle applique les principes du taylorisme aux activités domestiques. Ses travaux font suite à ceux d'Augusta Moll-Weiss (1863-1946) fondatrice et la directrice de l'école des mères. Elle réfléchit à l'occupation des espaces intérieurs pour une organisation plus rationnelle grâce au taylorisme adapté à l'organisation des tâches ménagères et du travail domestique.

## Son activité
Après des études à l'école communale d'Ayet (son institutrice est sa mère, Valérie Bernège), puis au lycée Chaumié (Agen), elle fait des études supérieures à Bordeaux : licence, puis diplôme d'études secondaires et enfin agrégation de philosophie en 1921.
Dans un contexte d'après-guerre où les femmes, après avoir remplacé les hommes dans les usines, reviennent dans leur foyer, Paulette Bernège commence sa défense de l’organisation scientifique du foyer en 1923, en devenant la rédactrice en chef d’un nouveau magazine, Mon chez moi. Tout en présidant la Ligue d’organisation ménagère, elle publie de nombreux textes dans des revues comme Art ménager et Éducation ménagère. Elle fonde aussi un institut d'organisation ménagère à Nancy.
En 1924, Paulette Bernège fait une communication sur ce thème au Congrès de l’organisation scientifique du travail tenu à Paris organisé par Jean Coutrot et fonde le Syndicat des appareils ménagers et de l’organisation ménagère. En 1930 elle fonde l'École de haut enseignement ménager à Paris. Elle s’inspire du travail de l’Américaine Christine Frederick qu'elle rencontre à Paris en avril 1927, et dont elle reste proche.
Sa maison idéale est trop chère pour la plupart des personnes avant la Seconde Guerre mondiale (1939–45). Ses réflexions sont prises en compte pour la Reconstruction. Marcel Gascoin s'associe aux travaux de Paulette Bernège pour concevoir ses meubles ou agencer ses cuisines alors que l'électroménager y trouve sa place. Marcel Gascoin présente ses créations au Salon des arts ménagers. Les écoles ménagères donnent des bases de comptabilité et de sténographie qui permettent aux jeunes filles le cas échéant de travailler hors de leur foyer. Elle est nommée officier d'Académie en 1935.

## La ligue d'organisation ménagère
Paulette Bernège fonde à Paris et préside la ligue d'organisation ménagère, en 1921. Cette ligue existe à Lyon dès 1929, sous la présidence de Jeanne Grillet. La revue Foyer-magazine de la ligue lyonnaise devient l'organe national officiel de la ligue d'organisation ménagère, le 1er janvier 1935.

## Ses publications
En 1960, Paulette Bernège a contribué à cinq cents articles et deux cents conférences en France, dix conférences en anglais et vingt-cinq émissions de radio. Elle a publié quarante livres et pamphlets entre 1928 et 1950. La méthode ménagère fut traduite en allemand, néerlandais, italien, et polonais.
Une édition révisée fut publiée en 1969.
Ses publications :
- Paulette Bernège, Paulette Bernège, fondatrice de la Ligue d'organisation ménagère, directrice de la revue 'Mon chez moi'. Les Professions ménagères, rapport donné au Congrès, international d'orientation professionnelle féminine de Bordeaux, septembre 1926, Bordeaux, impr. J. Bière, 7 décembre 1926, 19 p.
- Paulette Bernège, Si les femmes faisaient les maisons, Paris, à Mon chez moi, 1928, 60 p.
- Paulette Bernège (Preface by Jules Hiernaux), De la méthode ménagère, Orléans, Tessier, 28 juillet 1928, 168 p.
- Paulette Bernège, Les Rapports financiers entre époux, par Paulette Bernège (Extract from the Revue internationale de sociologie. Nos 7-8. Juillet-août 1929, Dives-sur-Mer (Calvados), Jean Rémy, 11 octobre 1929, 6 p.
- (en) Paulette Bernège, « Quand une femme construit sa cuisine », l'Art Ménager,‎ août 1933, p. 173–175 (lire en ligne, consulté le 5 juin 2015)
- Paulette Bernège, J'installe ma cuisine, par Mlle Bernège. Première partie : l'Aménagement rationnel des cuisines, Lyon, Impr. du Salut public ; Éditions de la Maison heureuse, 29 mai 1934, 61 p.
- Paulette Bernège (Preface by Jules Hiernaux), De la Méthode ménagère, par Paulette Bernège, Paris, Ligue de l'organisation ménagère, 1934, 2e éd., 165 p.
- Paulette Bernège (Preface by Jules Hiernaux. 2e édition, revue et corrigée. 5e mille), De la méthode ménagère, Orléans, H. Tessier, 23 octobre 1934, 165 p.
- Paulette Bernège, Le Ménage simplifié ou la Vie en rose, par Paulette Bernège. Illustrations de Dufau, Paris, libr. Stock, 1935, 320 p. en ligne
- Paulette Bernège, Paulette Bernège. Le Livre de comptes de la femme économe, Paris, H. Maillet ; Dunod, 25 juillet 1936
- Paulette Bernège, Encyclopédie de la vie familiale publiée sous la direction de Paulette Bernège, Paris, Horizons de France, 1938, 509 p.
- Paulette Bernège, L'aluminium ménager : documentation établie à l'intention des professeurs d'économie domestique et de leurs élèves, Paris, les Editions pédagogiques de l'Aluminium, 1941, 16 p.
- Paulette Bernège, Paulette Bernège,... Explication, Toulouse, Didier (Impr. régionale), 1943, 237 p.
- Paulette Bernège (Preface by Roger Cousinet (1881-1973)), Guide d'enseignement ménager, Paris, la Maison rustique, 1947, 207 p.
- Paulette Bernège (Preface by André Siegfried (1875-1959)), Paulette Bernège,... J'organise ma petite ferme, Paris, Éditions du Salon des arts ménagers, 1950, 112 p.
- Paulette Bernège (Preface by Louis de Broglie (1892-1987)), Le blanchissage domestique, Paris, Éditions du Salon des arts ménagers, 1950, 2e éd., 121 p.
- Paulette Bernège, De la Méthode ménagère, Paris, J. Lanore, 1969, 183 p.
- Paulette Bernège, Janille, paysan de la Garonne. [Paulette Bernège.] Paris aux antipodes, lettres du pays d'oc. [1ère série.], Agen, M. Delbert, 32 p.
- Paulette Bernège, Janille, paysan de la Garonne. [Paulette Bernège.] Servir la vie ou le Nouveau pacte social, lettres du pays d'oc. 2e série..., Agen, M. Delbert, 48 p.